# Binghamton Senators
Binghamton Senators var en ishockeyklubb i Binghamton i  New York, USA, grundad 2002. 
Laget spelade i AHL mellan 2002 och 2017 och var Ottawa Senators farmarlag.
Klubben spelade sina hemmamatcher i Floyd L. Maines Veterans Memorial Arena.
2011 vann de Calder Cup. 
2017 flyttade de till Belleville i Ontario, Kanada och blev Belleville Senators.

## Historia
- 1972-1992 - New Haven Nighthawks
- 1992-1993 - New Haven Senators
- 1993-1996 - Prince Edward Island Senators